# Crâne pas, t'es chauve
Albums de Marcel et son Orchestre
Sale Bâtard Si t'en reveux, y'en re n'a !
Crâne pas, t'es chauve est le second album de Marcel et son orchestre sorti en 1998 sous le label Wagram.

## Composition
Les titres de l'album ont été composés en 1998 après le premier passage du groupe aux Eurockéennes de Belfort. Il est enregistré au Studio du Bras d'or à Boulogne sur mer pendant un mois en septembre 1998. C'est le premier album du groupe diffusé nationalement. Une tournée française avec la Ruda Salska suit la sortie de l'album.
Le graphisme de la pochette a été réalisé par le dessinateur François Boucq.
Une première version de l'album d'avant 1999 comprend la chanson Mégafun, à la place du titre, Body Building. Selon le groupe lui-même, la chanson Mégafun, « délire composé de reprises de vieux tubes » a été retiré de l'album car elle ne correspondait pas à l'image que le groupe voulait donner.

### Liste de chansons
1. Zarathoustra
2. Raoul et Alain
3. Arrête ton Crin-Crin
4. Tech'Norganique
5. La Fée Dépovga
6. Comme un Balai
7. Si ça Rapporte
8. Soirée flûte
9. Les Femmes Panthères
10. Body Building
11. La Boum à Cindy
12. Les Vaches
13. Si ça rapporte